# Egernia frerei
Egernia frerei är en ödleart som beskrevs av  Günther 1897. Egernia frerei ingår i släktet Egernia och familjen skinkar. Inga underarter finns listade i Catalogue of Life.